# Acta Oncologica
Acta Oncologica, abgekürzt Acta Oncol., ist eine wissenschaftliche Fachzeitschrift, die vom Taylor & Francis-Verlag veröffentlicht wird. Die Zeitschrift ist das offizielle Publikationsorgan der fünf Nordischen Onkologischen Gesellschaften und erscheint derzeit mit acht Ausgaben im Jahr. Es werden Arbeiten aus allen Bereichen der Krebsforschung veröffentlicht.
Der Impact Factor lag im Jahr 2014 bei 2,997. Nach der Statistik des ISI Web of Knowledge wird das Journal mit diesem Impact Factor in der Kategorie Onkologie an 98. Stelle von 211 Zeitschriften geführt.